# Pierre-Louis Péchenard
Pour les articles homonymes, voir Péchenard.
Pierre-Louis Péchenard, né à Gespunsart (Ardennes) le 5 décembre 1842 et mort à Soissons le 27 mai 1920, issu d'une famille à la fois ouvrière et rurale, est un prélat catholique français, historien, recteur de l'Institut catholique de Paris de 1896 à 1906 puis évêque de Soissons de 1906 à 1920.

## Biographie
Il commença sa vie professionnelle comme ouvrier cloutier, le métier de son père.
Il fit ses études au collège de Charleville en 1860, puis au petit séminaire de Reims en 1863. Après sa théologie, il entra à l'école des Carmes de Paris, où il prit sa licence ès-lettres en juillet 1868, et obtint son doctorat ès-lettres en 1876, par deux thèses, l'une sur Jean II Jouvenel des Ursins, l'autre, en latin, sur l’École de Reims au Xe siècle. En 1881, il prit le grade de docteur en théologie et de docteur en droit canon.
Il fut ordonné prêtre le 6 juin 1868 à Paris, devint, durant quatre années, curé de La Neuville-aux-Tourneurs (Ardennes), puis, en 1872, professeur de seconde au séminaire de Reims, en 1873, professeur d'histoire au collège de Charleville, et, en 1876, principal du petit séminaire de Reims.
Son évêque, Benoît Langénieux, lui confiait dès 1879 les fonctions de vicaire général de Reims. Il reçut, en 1887, la dignité de protonotaire apostolique. Il était membre de l'Académie nationale de Reims, et en fut même le président annuel en 1893.
Le 25 novembre 1896, il fut nommé recteur de l'Institut catholique de Paris, la Catho. Il s'attacha à rétablir la situation financière et à faire émerger de nouvelles sources de financement. Il continua  le réaménagement de l'Institut entamé par son prédécesseur, lançant une nouvelle souscription puis des travaux de mai 1897 à octobre 1898, pour la rentrée de 1898. Il ouvrit un deuxième séminaire académique, dédié à saint Vincent de Paul, et tenu par des lazaristes, 88 rue du Cherche-Midi (séminaire qui ferma en 1912). Le 23 novembre 1899, fondant au sein de l'institut une faculté de philosophie distincte de la faculté de théologie, il précisa les finalités de cette création  : « La philosophie subjectiviste ou kantiste coule à pleins bords dans les écoles qui nous entourent ; l'esprit de doute et de négation infeste la plupart des intelligences dans les universités d’État, et son influence se fait sentir jusqu'à notre milieu (...) La raison et la foi sont également atteintes. Dans cette situation suffit-il qu'une université catholique, établie au centre de Paris, où se trouve le principal foyer pestilentiel, n'ait, pour combattre ce fléau intellectuel, qu'un maigre enseignement fermé, sans d'autres buts que de préparer quelques candidats à la licence ou au doctorat ? N'est-il pas au contraire de toute utilité qu'elle ait une faculté fortement organisée, qu'elle puisse parler assez haut et avec assez d'autorité pour se faire écouter et pour réagir énergiquement contre cet entraînement ? ».
Il dut également faire face à l'application de la loi de séparation des Églises et de l'État. Il échappa aux inventaires et obtint pour les terrains et immeubles de l'Institut un modus vivendi, en négociant avec l'administration un bail. Il fut nommé évêque de Soissons le 22 décembre 1906, à la faveur de cette loi de séparation et de la rupture du régime concordataire français qui s'ensuivit : le pape retrouvait toute liberté dans les nominations au sein de l'épiscopat français. Il reçoit la consécration épiscopale le 31 janvier 1907 en l'église Saint-Joseph-des-Carmes à Paris, puis il est installé à Soissons le 5 février 1907.
Arrivé à Soissons, il s'occupe d'abord de résoudre les problèmes lié à l'application de la loi de séparation des Églises et de l'État et en 1908, il réunit un synode diocésain afin de réorganiser le diocèse et les paroisses. 
Durant la Première Guerre mondiale, il fut confronté à l'invasion allemande et à la guerre totale. Ainsi, en septembre 1914, « il peut voir les Allemands de chez lui. Voilà quatorze jours et quatorze nuits qu'il vit dans sa cave (...) Il ne sort que pour l'essentiel, les communications aux habitants qu'il donne du haut de la chaire à la cathédrale. Quatorze habitants ont déjà été tués dans les rues. Mgr Péchenard s'était offert comme premier otage. Ses prêtres ne l'ont pas laissé faire ». La ville de Soissons fut plusieurs fois occupée, libérée, bombardée, etc.
Le 14 janvier 1915, avec les bombardements intenses sur Soissons, il se replie à Château-Thierry où il installe provisoirement l'administration du diocèse jusqu'à son retour en avril 1917 à Soissons. La dernière offensive allemande de mars 1918, l'oblige à nouveau de quitter Soissons pour s'installer à Paris au séminaire des Carmes. Il revient à Soissons après le 11 novembre 1918.
Profondément marqué par les impacts désastreux du conflit sur sa cité épiscopale et sur ses paroissiens, où 585 communes ont eu leurs églises détruites, Pierre-Louis Péchenard publia un ouvrage consacré au «martyre de Soissons» dès 1918, s'en prenant aux crimes de guerre perpétrés par l'ennemi : « la morale de la guerre allemande n'a plus rien à voir avec la morale chrétienne ». Il précisa :« J'ai besoin de comprimer les bonds de mon cœur pour ne point les maudire ».

Et l'ancien recteur de l'institut catholique de Paris, s'en prenant au belligérant vaincu, de revenir à son combat philosophique de la fin des années 1890 : 

« Il faudra qu'elle (la France) extirpe le cancer germanique en se libérant de toutes les influences d'Outre-Rhin, qui ont exercé sur sa pensée, sa foi, sa morale, ses arts, son industrie, son commerce et son tempérament national une si funeste influence. Il faut que la France (...) rejette la philosophie et la morale kantiennes, qui ont intoxiqué ses écoles à tous les degrés. »

— Mgr. Péchenard, La grande guerre: le martyre de Soissons
. 
Face aux destructions de la Première Guerre mondiale, il s'attelle à la reconstruction des églises de son diocèse et à sa réorganisation. Fatigué, il demande en mars 1919, la désignation d'un évêque auxiliaire ou coadjuteur à Rome pour l'aider. Il meurt à Soissons le 27 mai 1920 d'une crise cardiaque.

À titre posthume, il est cité à l'ordre de la Nation à titre civil, le 2 juillet 1920 : 

« Mgr Péchenard, Pierre Louis, évêque de Soissons, resté à la tête de son diocèse pendant l'invasion allemande, a volontairement assumé la charge et les risques de représenter la Ville devant l'ennemi. N'a cessé de porter, sous les plus violents bombardements, aux endroits les plus éprouvés pour encourager la population. Après l'armistice, s'est consacré sans réserve aux œuvres d'assistance et de secours aux sinistrés. Décédé de fatigue à Soissons le 27 mai 1920. »

.

### Son armorial
- Armes[13] : D'argent au chevron de gueules accompagné de 3 martins-pécheurs au naturel, celui de la pointe posé sur 2 branches d'olivier de sinople en sautoir.
- Devise : « Justitia et Pax  »

## Distinction
- Chevalier de la Légion d'honneur à titre posthume (2 aout 1922)[14]

## Ses œuvres
- Histoire de La Neuville-aux-Tourneurs, canton de Signy-le-Petit (Ardennes), 1 vol., Reims : Michaud, 1872, in-12°, 68 p. ; 2e éd. revue & augmentée : Reims : impr. coopérative, 1887, in-8°, 130 p. (En ligne}
- 532-1896 : Le domaine des Potées (Ardennes) ou Donation de Saint Remy, 2e édition, Reims : Imprimerie E. Bugg, 1896 (Lire en ligne)
- De schola Remensi decimo saeculo disseruit, thèse, 1875 , 86 p.
- Jean Juvénal des Ursins: historien de Charles VI, Évêque de Beauvais et de Laon, Archevêque-Duc de Reims : étude sur sa vie & ses œuvres, thèse, E. Thorin, 1876, 468 p.
- Histoire de Gespunsart, Charleville : A. Pouillard, 1877, 350 p. & Charleville : G. Lenoir, 1906, 354 p. [(fr) texte intégral]
- Histoire de l'Abbaye d'Igny de l'Ordre de Cîteaux au diocèse de Reims, avec pièces justificatives inédites, impr. coopérative, 1883 .
- De Reims à Jérusalem en 1893, Reims : Dubois-Poplimont, 1893, 360 p. ; réédition Hachette Livre BNF, 2013
- Congrès eucharistique de Reims : Rapport sur le congrès eucharistique de Jérusalem, impr. de l'archevêché, 1894 , 22 p.
- Les reliques de Saint Remi, archevêque de Reims, apôtre de la France : Étude historique sur leur conservation jusqu’à nos jours, H. Lepargneur, 1898, 176 p.
- Un siècle: mouvement du monde de 1800 à 1900, Paris : Giard, 1900, 914 p.
- Deux confesseurs de la foi : Vincent Abraham et Antoine-Charles-Octavien Du Bouzet, massacrés à Paris les 2 et 3 septembre 1792, Paris : J. Mersch, 1901, 29 p[15].
- L'Institut catholique de Paris : 1875-1901, Paris : Charles Poussielgue, 1902
- Vers l'Action, Paris : Librairie Bloud & Cie, 1907, 330 + VIII p.
- La grande guerre: le martyre de Soissons (août 1914-juillet 1918), Paris : G. Beauchesne, 1918, 432 p. (Consultable sur GALLICA)

### Discours
- Discours prononcé à la distribution des prix du petit séminaire de Reims, le 2 août 1877, impr. coopérative de Reims, 1877, 30 p.
- Panégyrique du bienheureux Urbain II, prononcé dans l'église de Châtillon-sur-Marne, à l'occasion de la bénédiction de la première pierre de son monument, le 3 août 1879, impr. de N. Monce, 1879, 36 p.
- Pèlerinage eucharistique du Saint-Lieu à Gespunsart : Allocution prononcée à l'occasion du rétablissement des croix, le 14 septembre 1884, Reims : Impr. coopérative, 1884, 17p.
- Discours prononcé à l'occasion de la bénédiction de l'église de Thilay (Ardennes), le 26 août 1889, Impr. coopérative, 1889.
- Panégyrique de saint Vincent de Paul, prononcé dans l'église de la congrégation de la Mission, à Paris, le 19 juillet 1889, Reims : impr. coopérative, 1889, 26+II p.
- Panégyrique du bienheureux Guerric, prononcé à l'abbaye de Notre-Dame d'Igny, le 19 août 1890, impr. de l'archevêché, 1890.
- Panégyrique de sainte Geneviève, prononcé dans l'église de Sainte-Geneviève, à Reims, le 9 février 1890, Reims : impr. coopérative, 1890, 28+II p.
- Discours sur les cercles catholiques, prononcé à la cathédrale de Reims, le 3 mai 1891, impr. de l'archevêché, 1891, 22 p.
- Couvent de Nazareth à Reims, discours prononcé à l'occasion de la bénédiction de la chapelle, le 22 avril 1891, imp. de l'archevêché, 1891.
- Éloge de dom Marlot, grand prieur de l'abbaye de Saint-Nicaise, historien de Reims, prononcé dans la basilique de Saint-Remi, le 6 décembre 1891, pour le cinquantenaire de l'Académie de Reims, Reims : impr de l'Académie (N. Monce), 1891
- Discours d'ouverture de l'Académie nationale de Reims, séance publique du 6 juillet 1893, travaux de l'Académie nationale de Reims, vol.93, Reims : F. Michaud, 1892-1893, t.1, p. 1.
- Bénédiction de l'église Saint-Jean-Baptiste, à Reims, 19 mars 1893 : Discours inaugural, Reims : Impr. de l'archevêché, 1893, 22+II p.
- 496-1896 : Le Jubilé national, discours d'ouverture du centenaire, impr. de l'archevêché, 1896, 36 p.
- Panégyrique de Saint Pierre Fourier, prononcé au Couvent de la Congrégation de Notre-Dame de Reims, le 7 juillet 1897, Reims : Impr. de l'Archevêché, 1897, 35 p.
- Le seul Maître : Jésus-Christ, discours prononcé à la messe de rentrée, le 4 novembre 1899, Institut catholique de Paris, impr. de F. Levé, 1899, 12 p.
- Panégyrique de saint Méen d'Attigny, prononcé le 12 juin 1900, Attigny : Déroche-Chatelain, 1901, 23 p.
- L'Alcoolisme et la jeunesse, discours prononcé à Liége, le 19 avril 1903, en assemblée générale de la Société « le Bien-Être social », impr. de N. Monce, 1903, 35 p.
- L'Église et la question sociale, discours prononcé à la fête corporative du livre, le 10 mai 1903, extrait de « l'Association catholique, revue des questions sociales et ouvrières »,  éd. Paris : E. Vitte, 1903, 12 p.
- Panégyrique de la bienheureuse Jeanne d'Arc, prononcé à Amiens, le 26 novembre 1909, Soissons : Impr. de l'Argus soissonnais, 1909, 30 p.
- Panégyrique du bienheureux Jean de Montmirail, prononcé à Montmirail, le 26 septembre 1909, Soissons : Impr. de l'Argus soissonnais, 1909, 29 p.

### Lettres apostoliques
Son métier d'évêque l'amenait à rédiger des lettres apostoliques, dont on peut lire, sur Gallica l'exemplaire : Lettre no 53 de juillet 1911